# Fontamara (roman)
Fontamara (titlul original în: italiană Fontamara) este un roman al scriitorului italian Ignazio Silone.
Locurile acțiunii sunt Fontamara (numele unui sat fictiv din Abruzzo), Pescina, Avezzano, Roma, în vara anului 1929. 
Cartea a fost scrisă în exil în Elveția în anul 1930 și publicată în 1933 tot acolo în limba germană.
În anul 1961, autorul Silone a revizuit textul romanului.

## Rezumat
Trei săteni, tată, mamă și fiu, petrec o noapte povestindu-i scriitorului exilat evenimentele din satul Fontamara, care apoi decide să scrie aceste povești. Fontamara se află la periferie, izolat sus în munți. Acolo sătenii trăiesc o viață amărâtă. Puține realizări ale vieții moderne își fac drum la ei în munți. Mesagerul parohial este întotdeauna alungat cu forța.
Recoltele slabe sunt suficiente doar pentru a trăi, mulți locuitori caută mântuirea în emigrare. Fascismul în plină dezvoltare a schimbat viața cafonilor, așa cum sunt numiți fermierii de munte needucați. În primul rând, migrația forței de muncă este restricționată, apoi un bogat proprietar de fabrică, care a ajuns la putere ca fascist, decide să devieze în favoarea sa cursul unui pârâu folosit pentru irigarea câmpurilor. Cafonii au rămas fără nimic.
Avocatul care i-a susținut, dar de altfel întotdeauna preocupat în primul rând de propriul avantaj, a devenit complice al proprietarului fabricii. Grupurile fasciste terorizează în cele din urmă satul, violând și umilindu-i pe săteni. Prin urmare, cel mai puternic și mai hotărât sătean, împreună cu fiul naratorului, hotărăște să plece la Roma. El intră în contact cu rezistența antifascistă, dar în curând este arestat împreună cu contactul și tovarășul său de călătorie și torturat până la moarte. Fiul se întoarce în cele din urmă la Fontamara și fondează cu locuitorii un ziar al rezistenței.

## Adaptări
Cinema
- 1980 Fontamara – film italian, adaptare după roman, de regizorul Carlo Lizzani;

Televiziune
- 1983 Filmul lui Lizzani a fost difuzată în versiunea de televiziune, scenarizată în patru episoade.[1]

## Traduceri
- Silone, Ignazio, Fontamara, București, 1971: Editura Univers, Colecția Meridiane, 248 pag.;